# Família Orleães-Longueville
A família Orleães-Longueville é um ramo bastardo da casa real de Valois, descendentes de João de Orleães, Conde de Dunois, filho natural de Luís I, Duque de Orleães com Mariette d'Enghien, e que ficou conhecido por o Bastardo de Orleães.
Foi a Casa reinante do País de Neuchâtel entre 1504 e 1707.
A figura mais marcante é Henrique II de Orleães, Duque de Longueville.

## Arvore Genealógica[2]
A família Orleães-Longueville (assinalada a azul no quadro seguinte) era um ramo bastardo da (segunda) Casa de Orleães (1392-1515), com origem em João de Dunois, um filho bastardo de Luís I, Duque de Orleães.
|  |  | Carlos V (Charles V) [1338-1380] Rei de França 1364   |                                                       |                                                       |                                                       |                                                       |                                                       |  |  |                                                                                 |                                                                                 |                                                                                 |                                                                                 |                                                                                 |                                                                                 |                                                        |                                                        |                                                                                   |                                                                                   |                                                                                   |                                                                                   |                                                                                   |                                                                                   |                                                                                |                                                                                |  |  | | | | | | |  |  | | | | | | |  |  |                                                                                       |                                                                                       |                                                                                       |                                                                                       |                                                                                       |                                                                                       |  |  |  |  |  |  |  |  |  |  |  |  |  |  |  |  |  |  |  |  |
|  |  |                                                       |                                                       |                                                       |                                                       |                                                       |                                                       |  |  |                                                                                 |                                                                                 |                                                                                 |                                                                                 |                                                                                 |                                                                                 |                                                        |                                                        |                                                                                   |                                                                                   |                                                                                   |                                                                                   |                                                                                   |                                                                                   |                                                                                |                                                                                |  |  | | | | | | |  |  | | | | | | |  |  |                                                                                       |                                                                                       |                                                                                       |                                                                                       |                                                                                       |                                                                                       |  |  |  |  |  |  |  |  |  |  |  |  |  |  |  |  |  |  |  |  |
|  |  |                                                       |                                                       |                                                       |                                                       |                                                       |                                                       |  |  |                                                                                 |                                                                                 |                                                                                 |                                                                                 |                                                                                 |                                                                                 |                                                        |                                                        |                                                                                   |                                                                                   |                                                                                   |                                                                                   |                                                                                   |                                                                                   |                                                                                |                                                                                |  |  | | | | | | |  |  | | | | | | |  |  |                                                                                       |                                                                                       |                                                                                       |                                                                                       |                                                                                       |                                                                                       |  |  |  |  |  |  |  |  |  |  |  |  |  |  |  |  |  |  |  |  |
|  |  | Carlos VI (Charles VI) [1368-1422] Rei de França 1380 | Carlos VI (Charles VI) [1368-1422] Rei de França 1380 | Carlos VI (Charles VI) [1368-1422] Rei de França 1380 | Carlos VI (Charles VI) [1368-1422] Rei de França 1380 | Carlos VI (Charles VI) [1368-1422] Rei de França 1380 | Carlos VI (Charles VI) [1368-1422] Rei de França 1380 |  |  | Luís I de Orleães (Louis d'Orléans) [1372-1407] D. de Orleães 1392              | Luís I de Orleães (Louis d'Orléans) [1372-1407] D. de Orleães 1392              | Luís I de Orleães (Louis d'Orléans) [1372-1407] D. de Orleães 1392              | Luís I de Orleães (Louis d'Orléans) [1372-1407] D. de Orleães 1392              | Luís I de Orleães (Louis d'Orléans) [1372-1407] D. de Orleães 1392              | Luís I de Orleães (Louis d'Orléans) [1372-1407] D. de Orleães 1392              |                                                        |                                                        |                                                                                   |                                                                                   |                                                                                   |                                                                                   |                                                                                   |                                                                                   |                                                                                |                                                                                |  |  | | | | | | |  |  | | | | | | |  |  |                                                                                       |                                                                                       |                                                                                       |                                                                                       |                                                                                       |                                                                                       |  |  |  |  |  |  |  |  |  |  |  |  |  |  |  |  |  |  |  |  |
|  |  | Carlos VI (Charles VI) [1368-1422] Rei de França 1380 | Carlos VI (Charles VI) [1368-1422] Rei de França 1380 | Carlos VI (Charles VI) [1368-1422] Rei de França 1380 | Carlos VI (Charles VI) [1368-1422] Rei de França 1380 | Carlos VI (Charles VI) [1368-1422] Rei de França 1380 | Carlos VI (Charles VI) [1368-1422] Rei de França 1380 |  |  | Luís I de Orleães (Louis d'Orléans) [1372-1407] D. de Orleães 1392              | Luís I de Orleães (Louis d'Orléans) [1372-1407] D. de Orleães 1392              | Luís I de Orleães (Louis d'Orléans) [1372-1407] D. de Orleães 1392              | Luís I de Orleães (Louis d'Orléans) [1372-1407] D. de Orleães 1392              | Luís I de Orleães (Louis d'Orléans) [1372-1407] D. de Orleães 1392              | Luís I de Orleães (Louis d'Orléans) [1372-1407] D. de Orleães 1392              |                                                        |                                                        |                                                                                   |                                                                                   |                                                                                   |                                                                                   |                                                                                   |                                                                                   |                                                                                |                                                                                |  |  | | | | | | |  |  | | | | | | |  |  |                                                                                       |                                                                                       |                                                                                       |                                                                                       |                                                                                       |                                                                                       |  |  |  |  |  |  |  |  |  |  |  |  |  |  |  |  |  |  |  |  |
|  |  |                                                       |                                                       |                                                       |                                                       |                                                       |                                                       |  |  |                                                                                 |                                                                                 |                                                                                 |                                                                                 |                                                                                 |                                                                                 |                                                        |                                                        |                                                                                   |                                                                                   |                                                                                   |                                                                                   |                                                                                   |                                                                                   |                                                                                |                                                                                |  |  | | | | | | |  |  | | | | | | |  |  |                                                                                       |                                                                                       |                                                                                       |                                                                                       |                                                                                       |                                                                                       |  |  |  |  |  |  |  |  |  |  |  |  |  |  |  |  |  |  |  |  |
|  |  |                                                       |                                                       |                                                       |                                                       |                                                       |                                                       |  |  | Carlos I de Orleães (Charles d'Orléans) [1394-1465] D. de Orleães 1407          | Carlos I de Orleães (Charles d'Orléans) [1394-1465] D. de Orleães 1407          | Carlos I de Orleães (Charles d'Orléans) [1394-1465] D. de Orleães 1407          | Carlos I de Orleães (Charles d'Orléans) [1394-1465] D. de Orleães 1407          | Carlos I de Orleães (Charles d'Orléans) [1394-1465] D. de Orleães 1407          | Carlos I de Orleães (Charles d'Orléans) [1394-1465] D. de Orleães 1407          |                                                        |                                                        | João de Angoulême (Jean d'Angoulême) [1399-1467] C. de Angoulême 1407             | João de Angoulême (Jean d'Angoulême) [1399-1467] C. de Angoulême 1407             | João de Angoulême (Jean d'Angoulême) [1399-1467] C. de Angoulême 1407             | João de Angoulême (Jean d'Angoulême) [1399-1467] C. de Angoulême 1407             | João de Angoulême (Jean d'Angoulême) [1399-1467] C. de Angoulême 1407             | João de Angoulême (Jean d'Angoulême) [1399-1467] C. de Angoulême 1407             |                                                                                |                                                                                |  |  | João de Dunois (Jean de Dunois) [1407-1468] o Bastardo de Orleães C. de Longueville 1443                      | João de Dunois (Jean de Dunois) [1407-1468] o Bastardo de Orleães C. de Longueville 1443                      | João de Dunois (Jean de Dunois) [1407-1468] o Bastardo de Orleães C. de Longueville 1443                      | João de Dunois (Jean de Dunois) [1407-1468] o Bastardo de Orleães C. de Longueville 1443                      | João de Dunois (Jean de Dunois) [1407-1468] o Bastardo de Orleães C. de Longueville 1443                      | João de Dunois (Jean de Dunois) [1407-1468] o Bastardo de Orleães C. de Longueville 1443                      |  |  | | | | | | |  |  |                                                                                       |                                                                                       |                                                                                       |                                                                                       |                                                                                       |                                                                                       |  |  |  |  |  |  |  |  |  |  |  |  |  |  |  |  |  |  |  |  |
|  |  |                                                       |                                                       |                                                       |                                                       |                                                       |                                                       |  |  | Carlos I de Orleães (Charles d'Orléans) [1394-1465] D. de Orleães 1407          | Carlos I de Orleães (Charles d'Orléans) [1394-1465] D. de Orleães 1407          | Carlos I de Orleães (Charles d'Orléans) [1394-1465] D. de Orleães 1407          | Carlos I de Orleães (Charles d'Orléans) [1394-1465] D. de Orleães 1407          | Carlos I de Orleães (Charles d'Orléans) [1394-1465] D. de Orleães 1407          | Carlos I de Orleães (Charles d'Orléans) [1394-1465] D. de Orleães 1407          |                                                        |                                                        | João de Angoulême (Jean d'Angoulême) [1399-1467] C. de Angoulême 1407             | João de Angoulême (Jean d'Angoulême) [1399-1467] C. de Angoulême 1407             | João de Angoulême (Jean d'Angoulême) [1399-1467] C. de Angoulême 1407             | João de Angoulême (Jean d'Angoulême) [1399-1467] C. de Angoulême 1407             | João de Angoulême (Jean d'Angoulême) [1399-1467] C. de Angoulême 1407             | João de Angoulême (Jean d'Angoulême) [1399-1467] C. de Angoulême 1407             |                                                                                |                                                                                |  |  | João de Dunois (Jean de Dunois) [1407-1468] o Bastardo de Orleães C. de Longueville 1443                      | João de Dunois (Jean de Dunois) [1407-1468] o Bastardo de Orleães C. de Longueville 1443                      | João de Dunois (Jean de Dunois) [1407-1468] o Bastardo de Orleães C. de Longueville 1443                      | João de Dunois (Jean de Dunois) [1407-1468] o Bastardo de Orleães C. de Longueville 1443                      | João de Dunois (Jean de Dunois) [1407-1468] o Bastardo de Orleães C. de Longueville 1443                      | João de Dunois (Jean de Dunois) [1407-1468] o Bastardo de Orleães C. de Longueville 1443                      |  |  | | | | | | |  |  |                                                                                       |                                                                                       |                                                                                       |                                                                                       |                                                                                       |                                                                                       |  |  |  |  |  |  |  |  |  |  |  |  |  |  |  |  |  |  |  |  |
|  |  | Casa Real de França (Valois directos) extinta em 1498 | Casa Real de França (Valois directos) extinta em 1498 | Casa Real de França (Valois directos) extinta em 1498 | Casa Real de França (Valois directos) extinta em 1498 | Casa Real de França (Valois directos) extinta em 1498 | Casa Real de França (Valois directos) extinta em 1498 |  |  | Luís XII (Louis d'Orléans) [1462-1515] D. de Orleães 1465-98 Rei de França 1498 | Luís XII (Louis d'Orléans) [1462-1515] D. de Orleães 1465-98 Rei de França 1498 | Luís XII (Louis d'Orléans) [1462-1515] D. de Orleães 1465-98 Rei de França 1498 | Luís XII (Louis d'Orléans) [1462-1515] D. de Orleães 1465-98 Rei de França 1498 | Luís XII (Louis d'Orléans) [1462-1515] D. de Orleães 1465-98 Rei de França 1498 | Luís XII (Louis d'Orléans) [1462-1515] D. de Orleães 1465-98 Rei de França 1498 |                                                        |                                                        | Carlos de Angoulême (Charles d'Angoulême) [1459-1496] C. de Angoulême 1467        | Carlos de Angoulême (Charles d'Angoulême) [1459-1496] C. de Angoulême 1467        | Carlos de Angoulême (Charles d'Angoulême) [1459-1496] C. de Angoulême 1467        | Carlos de Angoulême (Charles d'Angoulême) [1459-1496] C. de Angoulême 1467        | Carlos de Angoulême (Charles d'Angoulême) [1459-1496] C. de Angoulême 1467        | Carlos de Angoulême (Charles d'Angoulême) [1459-1496] C. de Angoulême 1467        |                                                                                |                                                                                |  |  | Francisco I (François I de Longueville) [1447-1491] C. de Longueville 1468                                    | Francisco I (François I de Longueville) [1447-1491] C. de Longueville 1468                                    | Francisco I (François I de Longueville) [1447-1491] C. de Longueville 1468                                    | Francisco I (François I de Longueville) [1447-1491] C. de Longueville 1468                                    | Francisco I (François I de Longueville) [1447-1491] C. de Longueville 1468                                    | Francisco I (François I de Longueville) [1447-1491] C. de Longueville 1468                                    |  |  | | | | | | |  |  |                                                                                       |                                                                                       |                                                                                       |                                                                                       |                                                                                       |                                                                                       |  |  |  |  |  |  |  |  |  |  |  |  |  |  |  |  |  |  |  |  |
|  |  | Casa Real de França (Valois directos) extinta em 1498 | Casa Real de França (Valois directos) extinta em 1498 | Casa Real de França (Valois directos) extinta em 1498 | Casa Real de França (Valois directos) extinta em 1498 | Casa Real de França (Valois directos) extinta em 1498 | Casa Real de França (Valois directos) extinta em 1498 |  |  | Luís XII (Louis d'Orléans) [1462-1515] D. de Orleães 1465-98 Rei de França 1498 | Luís XII (Louis d'Orléans) [1462-1515] D. de Orleães 1465-98 Rei de França 1498 | Luís XII (Louis d'Orléans) [1462-1515] D. de Orleães 1465-98 Rei de França 1498 | Luís XII (Louis d'Orléans) [1462-1515] D. de Orleães 1465-98 Rei de França 1498 | Luís XII (Louis d'Orléans) [1462-1515] D. de Orleães 1465-98 Rei de França 1498 | Luís XII (Louis d'Orléans) [1462-1515] D. de Orleães 1465-98 Rei de França 1498 |                                                        |                                                        | Carlos de Angoulême (Charles d'Angoulême) [1459-1496] C. de Angoulême 1467        | Carlos de Angoulême (Charles d'Angoulême) [1459-1496] C. de Angoulême 1467        | Carlos de Angoulême (Charles d'Angoulême) [1459-1496] C. de Angoulême 1467        | Carlos de Angoulême (Charles d'Angoulême) [1459-1496] C. de Angoulême 1467        | Carlos de Angoulême (Charles d'Angoulême) [1459-1496] C. de Angoulême 1467        | Carlos de Angoulême (Charles d'Angoulême) [1459-1496] C. de Angoulême 1467        |                                                                                |                                                                                |  |  | Francisco I (François I de Longueville) [1447-1491] C. de Longueville 1468                                    | Francisco I (François I de Longueville) [1447-1491] C. de Longueville 1468                                    | Francisco I (François I de Longueville) [1447-1491] C. de Longueville 1468                                    | Francisco I (François I de Longueville) [1447-1491] C. de Longueville 1468                                    | Francisco I (François I de Longueville) [1447-1491] C. de Longueville 1468                                    | Francisco I (François I de Longueville) [1447-1491] C. de Longueville 1468                                    |  |  | | | | | | |  |  |                                                                                       |                                                                                       |                                                                                       |                                                                                       |                                                                                       |                                                                                       |  |  |  |  |  |  |  |  |  |  |  |  |  |  |  |  |  |  |  |  |
|  |  |                                                       |                                                       |                                                       |                                                       |                                                       |                                                       |  |  |                                                                                 |                                                                                 |                                                                                 |                                                                                 |                                                                                 |                                                                                 |                                                        |                                                        |                                                                                   |                                                                                   |                                                                                   |                                                                                   |                                                                                   |                                                                                   |                                                                                |                                                                                |  |  | | | | | | |  |  | | | | | | |  |  |                                                                                       |                                                                                       |                                                                                       |                                                                                       |                                                                                       |                                                                                       |  |  |  |  |  |  |  |  |  |  |  |  |  |  |  |  |  |  |  |  |
|  |  |                                                       |                                                       |                                                       |                                                       |                                                       |                                                       |  |  | Cláudia (Claude) [1499-1524] Pr. de França                                      | Cláudia (Claude) [1499-1524] Pr. de França                                      | Cláudia (Claude) [1499-1524] Pr. de França                                      | Cláudia (Claude) [1499-1524] Pr. de França                                      | Cláudia (Claude) [1499-1524] Pr. de França                                      | Cláudia (Claude) [1499-1524] Pr. de França                                      |                                                        |                                                        | Francisco I (François I) [1942-1547] C. de Angoulême 1496-1515 Rei de França 1515 | Francisco I (François I) [1942-1547] C. de Angoulême 1496-1515 Rei de França 1515 | Francisco I (François I) [1942-1547] C. de Angoulême 1496-1515 Rei de França 1515 | Francisco I (François I) [1942-1547] C. de Angoulême 1496-1515 Rei de França 1515 | Francisco I (François I) [1942-1547] C. de Angoulême 1496-1515 Rei de França 1515 | Francisco I (François I) [1942-1547] C. de Angoulême 1496-1515 Rei de França 1515 |                                                                                |                                                                                |  |  | Francisco II (François II) [1470-1513] C. de Longueville 1491 1º D. de Longueville 1505 (c/ geração feminina) | Francisco II (François II) [1470-1513] C. de Longueville 1491 1º D. de Longueville 1505 (c/ geração feminina) | Francisco II (François II) [1470-1513] C. de Longueville 1491 1º D. de Longueville 1505 (c/ geração feminina) | Francisco II (François II) [1470-1513] C. de Longueville 1491 1º D. de Longueville 1505 (c/ geração feminina) | Francisco II (François II) [1470-1513] C. de Longueville 1491 1º D. de Longueville 1505 (c/ geração feminina) | Francisco II (François II) [1470-1513] C. de Longueville 1491 1º D. de Longueville 1505 (c/ geração feminina) |  |  | Luís I (Louis I) [1480-1516] C. de Neuchâtel 1504 D. de Longueville 1515                                                                          | Luís I (Louis I) [1480-1516] C. de Neuchâtel 1504 D. de Longueville 1515                                                                          | Luís I (Louis I) [1480-1516] C. de Neuchâtel 1504 D. de Longueville 1515                                                                          | Luís I (Louis I) [1480-1516] C. de Neuchâtel 1504 D. de Longueville 1515                                                                          | Luís I (Louis I) [1480-1516] C. de Neuchâtel 1504 D. de Longueville 1515                                                                          | Luís I (Louis I) [1480-1516] C. de Neuchâtel 1504 D. de Longueville 1515                                                                          |  |  | Joana de Hochberg (Johanna von Hochberg) [1485-1543] C. de Neuchâtel 1503             | Joana de Hochberg (Johanna von Hochberg) [1485-1543] C. de Neuchâtel 1503             | Joana de Hochberg (Johanna von Hochberg) [1485-1543] C. de Neuchâtel 1503             | Joana de Hochberg (Johanna von Hochberg) [1485-1543] C. de Neuchâtel 1503             | Joana de Hochberg (Johanna von Hochberg) [1485-1543] C. de Neuchâtel 1503             | Joana de Hochberg (Johanna von Hochberg) [1485-1543] C. de Neuchâtel 1503             |  |  |  |  |  |  |  |  |  |  |  |  |  |  |  |  |  |  |  |  |
|  |  |                                                       |                                                       |                                                       |                                                       |                                                       |                                                       |  |  | Cláudia (Claude) [1499-1524] Pr. de França                                      | Cláudia (Claude) [1499-1524] Pr. de França                                      | Cláudia (Claude) [1499-1524] Pr. de França                                      | Cláudia (Claude) [1499-1524] Pr. de França                                      | Cláudia (Claude) [1499-1524] Pr. de França                                      | Cláudia (Claude) [1499-1524] Pr. de França                                      |                                                        |                                                        | Francisco I (François I) [1942-1547] C. de Angoulême 1496-1515 Rei de França 1515 | Francisco I (François I) [1942-1547] C. de Angoulême 1496-1515 Rei de França 1515 | Francisco I (François I) [1942-1547] C. de Angoulême 1496-1515 Rei de França 1515 | Francisco I (François I) [1942-1547] C. de Angoulême 1496-1515 Rei de França 1515 | Francisco I (François I) [1942-1547] C. de Angoulême 1496-1515 Rei de França 1515 | Francisco I (François I) [1942-1547] C. de Angoulême 1496-1515 Rei de França 1515 |                                                                                |                                                                                |  |  | Francisco II (François II) [1470-1513] C. de Longueville 1491 1º D. de Longueville 1505 (c/ geração feminina) | Francisco II (François II) [1470-1513] C. de Longueville 1491 1º D. de Longueville 1505 (c/ geração feminina) | Francisco II (François II) [1470-1513] C. de Longueville 1491 1º D. de Longueville 1505 (c/ geração feminina) | Francisco II (François II) [1470-1513] C. de Longueville 1491 1º D. de Longueville 1505 (c/ geração feminina) | Francisco II (François II) [1470-1513] C. de Longueville 1491 1º D. de Longueville 1505 (c/ geração feminina) | Francisco II (François II) [1470-1513] C. de Longueville 1491 1º D. de Longueville 1505 (c/ geração feminina) |  |  | Luís I (Louis I) [1480-1516] C. de Neuchâtel 1504 D. de Longueville 1515                                                                          | Luís I (Louis I) [1480-1516] C. de Neuchâtel 1504 D. de Longueville 1515                                                                          | Luís I (Louis I) [1480-1516] C. de Neuchâtel 1504 D. de Longueville 1515                                                                          | Luís I (Louis I) [1480-1516] C. de Neuchâtel 1504 D. de Longueville 1515                                                                          | Luís I (Louis I) [1480-1516] C. de Neuchâtel 1504 D. de Longueville 1515                                                                          | Luís I (Louis I) [1480-1516] C. de Neuchâtel 1504 D. de Longueville 1515                                                                          |  |  | Joana de Hochberg (Johanna von Hochberg) [1485-1543] C. de Neuchâtel 1503             | Joana de Hochberg (Johanna von Hochberg) [1485-1543] C. de Neuchâtel 1503             | Joana de Hochberg (Johanna von Hochberg) [1485-1543] C. de Neuchâtel 1503             | Joana de Hochberg (Johanna von Hochberg) [1485-1543] C. de Neuchâtel 1503             | Joana de Hochberg (Johanna von Hochberg) [1485-1543] C. de Neuchâtel 1503             | Joana de Hochberg (Johanna von Hochberg) [1485-1543] C. de Neuchâtel 1503             |  |  |  |  |  |  |  |  |  |  |  |  |  |  |  |  |  |  |  |  |
|  |  |                                                       |                                                       |                                                       |                                                       |                                                       |                                                       |  |  |                                                                                 |                                                                                 |                                                                                 |                                                                                 |                                                                                 |                                                                                 |                                                        |                                                        |                                                                                   |                                                                                   |                                                                                   |                                                                                   |                                                                                   |                                                                                   |                                                                                |                                                                                |  |  | | | | | | |  |  | | | | | | |  |  |                                                                                       |                                                                                       |                                                                                       |                                                                                       |                                                                                       |                                                                                       |  |  |  |  |  |  |  |  |  |  |  |  |  |  |  |  |  |  |  |  |
|  |  |                                                       |                                                       |                                                       |                                                       |                                                       |                                                       |  |  |                                                                                 |                                                                                 |                                                                                 |                                                                                 |                                                                                 |                                                                                 |                                                        |                                                        |                                                                                   |                                                                                   |                                                                                   |                                                                                   |                                                                                   |                                                                                   |                                                                                |                                                                                |  |  | | | | | | |  |  | | | | | | |  |  |                                                                                       |                                                                                       |                                                                                       |                                                                                       |                                                                                       |                                                                                       |  |  |  |  |  |  |  |  |  |  |  |  |  |  |  |  |  |  |  |  |
|  |  |                                                       |                                                       |                                                       |                                                       |                                                       |                                                       |  |  |                                                                                 |                                                                                 |                                                                                 |                                                                                 |                                                                                 |                                                                                 |                                                        |                                                        |                                                                                   |                                                                                   |                                                                                   |                                                                                   |                                                                                   |                                                                                   |                                                                                |                                                                                |  |  | Cláudio (Claude) [1508-1524] D. de Longueville 1516                                                           | Cláudio (Claude) [1508-1524] D. de Longueville 1516                                                           | Cláudio (Claude) [1508-1524] D. de Longueville 1516                                                           | Cláudio (Claude) [1508-1524] D. de Longueville 1516                                                           | Cláudio (Claude) [1508-1524] D. de Longueville 1516                                                           | Cláudio (Claude) [1508-1524] D. de Longueville 1516                                                           |  |  | Luís II (Louis II ) [1510-1537] D. de Longueville 1524                                                                                            | Luís II (Louis II ) [1510-1537] D. de Longueville 1524                                                                                            | Luís II (Louis II ) [1510-1537] D. de Longueville 1524                                                                                            | Luís II (Louis II ) [1510-1537] D. de Longueville 1524                                                                                            | Luís II (Louis II ) [1510-1537] D. de Longueville 1524                                                                                            | Luís II (Louis II ) [1510-1537] D. de Longueville 1524                                                                                            |  |  | Francisco (François) [1513-1548] M. de Rothelin 1543                                  | Francisco (François) [1513-1548] M. de Rothelin 1543                                  | Francisco (François) [1513-1548] M. de Rothelin 1543                                  | Francisco (François) [1513-1548] M. de Rothelin 1543                                  | Francisco (François) [1513-1548] M. de Rothelin 1543                                  | Francisco (François) [1513-1548] M. de Rothelin 1543                                  |  |  |  |  |  |  |  |  |  |  |  |  |  |  |  |  |  |  |  |  |
|  |  |                                                       |                                                       |                                                       |                                                       |                                                       |                                                       |  |  |                                                                                 |                                                                                 |                                                                                 |                                                                                 |                                                                                 |                                                                                 |                                                        |                                                        |                                                                                   |                                                                                   |                                                                                   |                                                                                   |                                                                                   |                                                                                   |                                                                                |                                                                                |  |  | Cláudio (Claude) [1508-1524] D. de Longueville 1516                                                           | Cláudio (Claude) [1508-1524] D. de Longueville 1516                                                           | Cláudio (Claude) [1508-1524] D. de Longueville 1516                                                           | Cláudio (Claude) [1508-1524] D. de Longueville 1516                                                           | Cláudio (Claude) [1508-1524] D. de Longueville 1516                                                           | Cláudio (Claude) [1508-1524] D. de Longueville 1516                                                           |  |  | Luís II (Louis II ) [1510-1537] D. de Longueville 1524                                                                                            | Luís II (Louis II ) [1510-1537] D. de Longueville 1524                                                                                            | Luís II (Louis II ) [1510-1537] D. de Longueville 1524                                                                                            | Luís II (Louis II ) [1510-1537] D. de Longueville 1524                                                                                            | Luís II (Louis II ) [1510-1537] D. de Longueville 1524                                                                                            | Luís II (Louis II ) [1510-1537] D. de Longueville 1524                                                                                            |  |  | Francisco (François) [1513-1548] M. de Rothelin 1543                                  | Francisco (François) [1513-1548] M. de Rothelin 1543                                  | Francisco (François) [1513-1548] M. de Rothelin 1543                                  | Francisco (François) [1513-1548] M. de Rothelin 1543                                  | Francisco (François) [1513-1548] M. de Rothelin 1543                                  | Francisco (François) [1513-1548] M. de Rothelin 1543                                  |  |  |  |  |  |  |  |  |  |  |  |  |  |  |  |  |  |  |  |  |
|  |  |                                                       |                                                       |                                                       |                                                       |                                                       |                                                       |  |  |                                                                                 |                                                                                 |                                                                                 |                                                                                 |                                                                                 |                                                                                 |                                                        |                                                        |                                                                                   |                                                                                   |                                                                                   |                                                                                   |                                                                                   |                                                                                   |                                                                                |                                                                                |  |  | | | | | | |  |  | | | | | | |  |  |                                                                                       |                                                                                       |                                                                                       |                                                                                       |                                                                                       |                                                                                       |  |  |  |  |  |  |  |  |  |  |  |  |  |  |  |  |  |  |  |  |
|  |  |                                                       |                                                       |                                                       |                                                       |                                                       |                                                       |  |  |                                                                                 |                                                                                 |                                                                                 |                                                                                 | Casa Real de França (Valois-Angoulême) extinta em 1589                          | Casa Real de França (Valois-Angoulême) extinta em 1589                          | Casa Real de França (Valois-Angoulême) extinta em 1589 | Casa Real de França (Valois-Angoulême) extinta em 1589 | Casa Real de França (Valois-Angoulême) extinta em 1589                            | Casa Real de França (Valois-Angoulême) extinta em 1589                            |                                                                                   |                                                                                   |                                                                                   |                                                                                   |                                                                                |                                                                                |  |  | Francisco III (François III) [1535-1551] D. de Longueville 1537 C. de Neuchâtel 1543 (sem geração)            | Francisco III (François III) [1535-1551] D. de Longueville 1537 C. de Neuchâtel 1543 (sem geração)            | Francisco III (François III) [1535-1551] D. de Longueville 1537 C. de Neuchâtel 1543 (sem geração)            | Francisco III (François III) [1535-1551] D. de Longueville 1537 C. de Neuchâtel 1543 (sem geração)            | Francisco III (François III) [1535-1551] D. de Longueville 1537 C. de Neuchâtel 1543 (sem geração)            | Francisco III (François III) [1535-1551] D. de Longueville 1537 C. de Neuchâtel 1543 (sem geração)            |  |  | Maria de Bourbon (Marie de Bourbon) [1539-1601] C. de Saint-Pol 1546 D. de Estouteville 1560                                                      | Maria de Bourbon (Marie de Bourbon) [1539-1601] C. de Saint-Pol 1546 D. de Estouteville 1560                                                      | Maria de Bourbon (Marie de Bourbon) [1539-1601] C. de Saint-Pol 1546 D. de Estouteville 1560                                                      | Maria de Bourbon (Marie de Bourbon) [1539-1601] C. de Saint-Pol 1546 D. de Estouteville 1560                                                      | Maria de Bourbon (Marie de Bourbon) [1539-1601] C. de Saint-Pol 1546 D. de Estouteville 1560                                                      | Maria de Bourbon (Marie de Bourbon) [1539-1601] C. de Saint-Pol 1546 D. de Estouteville 1560                                                      |  |  | Léonor (Léonor) [1540-1573] D. de Longueville 1551 C. de Neuchâtel 1551               | Léonor (Léonor) [1540-1573] D. de Longueville 1551 C. de Neuchâtel 1551               | Léonor (Léonor) [1540-1573] D. de Longueville 1551 C. de Neuchâtel 1551               | Léonor (Léonor) [1540-1573] D. de Longueville 1551 C. de Neuchâtel 1551               | Léonor (Léonor) [1540-1573] D. de Longueville 1551 C. de Neuchâtel 1551               | Léonor (Léonor) [1540-1573] D. de Longueville 1551 C. de Neuchâtel 1551               |  |  |  |  |  |  |  |  |  |  |  |  |  |  |  |  |  |  |  |  |
|  |  |                                                       |                                                       |                                                       |                                                       |                                                       |                                                       |  |  |                                                                                 |                                                                                 |                                                                                 |                                                                                 | Casa Real de França (Valois-Angoulême) extinta em 1589                          | Casa Real de França (Valois-Angoulême) extinta em 1589                          | Casa Real de França (Valois-Angoulême) extinta em 1589 | Casa Real de França (Valois-Angoulême) extinta em 1589 | Casa Real de França (Valois-Angoulême) extinta em 1589                            | Casa Real de França (Valois-Angoulême) extinta em 1589                            |                                                                                   |                                                                                   |                                                                                   |                                                                                   |                                                                                |                                                                                |  |  | Francisco III (François III) [1535-1551] D. de Longueville 1537 C. de Neuchâtel 1543 (sem geração)            | Francisco III (François III) [1535-1551] D. de Longueville 1537 C. de Neuchâtel 1543 (sem geração)            | Francisco III (François III) [1535-1551] D. de Longueville 1537 C. de Neuchâtel 1543 (sem geração)            | Francisco III (François III) [1535-1551] D. de Longueville 1537 C. de Neuchâtel 1543 (sem geração)            | Francisco III (François III) [1535-1551] D. de Longueville 1537 C. de Neuchâtel 1543 (sem geração)            | Francisco III (François III) [1535-1551] D. de Longueville 1537 C. de Neuchâtel 1543 (sem geração)            |  |  | Maria de Bourbon (Marie de Bourbon) [1539-1601] C. de Saint-Pol 1546 D. de Estouteville 1560                                                      | Maria de Bourbon (Marie de Bourbon) [1539-1601] C. de Saint-Pol 1546 D. de Estouteville 1560                                                      | Maria de Bourbon (Marie de Bourbon) [1539-1601] C. de Saint-Pol 1546 D. de Estouteville 1560                                                      | Maria de Bourbon (Marie de Bourbon) [1539-1601] C. de Saint-Pol 1546 D. de Estouteville 1560                                                      | Maria de Bourbon (Marie de Bourbon) [1539-1601] C. de Saint-Pol 1546 D. de Estouteville 1560                                                      | Maria de Bourbon (Marie de Bourbon) [1539-1601] C. de Saint-Pol 1546 D. de Estouteville 1560                                                      |  |  | Léonor (Léonor) [1540-1573] D. de Longueville 1551 C. de Neuchâtel 1551               | Léonor (Léonor) [1540-1573] D. de Longueville 1551 C. de Neuchâtel 1551               | Léonor (Léonor) [1540-1573] D. de Longueville 1551 C. de Neuchâtel 1551               | Léonor (Léonor) [1540-1573] D. de Longueville 1551 C. de Neuchâtel 1551               | Léonor (Léonor) [1540-1573] D. de Longueville 1551 C. de Neuchâtel 1551               | Léonor (Léonor) [1540-1573] D. de Longueville 1551 C. de Neuchâtel 1551               |  |  |  |  |  |  |  |  |  |  |  |  |  |  |  |  |  |  |  |  |
|  |  |                                                       |                                                       |                                                       |                                                       |                                                       |                                                       |  |  |                                                                                 |                                                                                 |                                                                                 |                                                                                 |                                                                                 |                                                                                 |                                                        |                                                        |                                                                                   |                                                                                   |                                                                                   |                                                                                   |                                                                                   |                                                                                   |                                                                                |                                                                                |  |  | | | | | | |  |  | | | | | | |  |  |                                                                                       |                                                                                       |                                                                                       |                                                                                       |                                                                                       |                                                                                       |  |  |  |  |  |  |  |  |  |  |  |  |  |  |  |  |  |  |  |  |
|  |  |                                                       |                                                       |                                                       |                                                       |                                                       |                                                       |  |  |                                                                                 |                                                                                 |                                                                                 |                                                                                 |                                                                                 |                                                                                 |                                                        |                                                        |                                                                                   |                                                                                   |                                                                                   |                                                                                   |                                                                                   |                                                                                   |                                                                                |                                                                                |  |  | | | | | | |  |  | | | | | | |  |  |                                                                                       |                                                                                       |                                                                                       |                                                                                       |                                                                                       |                                                                                       |  |  |  |  |  |  |  |  |  |  |  |  |  |  |  |  |  |  |  |  |
|  |  |                                                       |                                                       |                                                       |                                                       |                                                       |                                                       |  |  |                                                                                 |                                                                                 |                                                                                 |                                                                                 |                                                                                 |                                                                                 |                                                        |                                                        |                                                                                   |                                                                                   |                                                                                   |                                                                                   |                                                                                   |                                                                                   |                                                                                |                                                                                |  |  | | | | | | |  |  | Henrique I (Henri I) [1568-1595] D. de Longueville 1573 C. de Neuchâtel 1573                                                                      | Henrique I (Henri I) [1568-1595] D. de Longueville 1573 C. de Neuchâtel 1573                                                                      | Henrique I (Henri I) [1568-1595] D. de Longueville 1573 C. de Neuchâtel 1573                                                                      | Henrique I (Henri I) [1568-1595] D. de Longueville 1573 C. de Neuchâtel 1573                                                                      | Henrique I (Henri I) [1568-1595] D. de Longueville 1573 C. de Neuchâtel 1573                                                                      | Henrique I (Henri I) [1568-1595] D. de Longueville 1573 C. de Neuchâtel 1573                                                                      |  |  | Francisco (François) [1570-1631] C. de Saint-Pol 1601 D. de Fronsac 1622              | Francisco (François) [1570-1631] C. de Saint-Pol 1601 D. de Fronsac 1622              | Francisco (François) [1570-1631] C. de Saint-Pol 1601 D. de Fronsac 1622              | Francisco (François) [1570-1631] C. de Saint-Pol 1601 D. de Fronsac 1622              | Francisco (François) [1570-1631] C. de Saint-Pol 1601 D. de Fronsac 1622              | Francisco (François) [1570-1631] C. de Saint-Pol 1601 D. de Fronsac 1622              |  |  |  |  |  |  |  |  |  |  |  |  |  |  |  |  |  |  |  |  |
|  |  |                                                       |                                                       |                                                       |                                                       |                                                       |                                                       |  |  |                                                                                 |                                                                                 |                                                                                 |                                                                                 |                                                                                 |                                                                                 |                                                        |                                                        |                                                                                   |                                                                                   |                                                                                   |                                                                                   |                                                                                   |                                                                                   |                                                                                |                                                                                |  |  | | | | | | |  |  | Henrique I (Henri I) [1568-1595] D. de Longueville 1573 C. de Neuchâtel 1573                                                                      | Henrique I (Henri I) [1568-1595] D. de Longueville 1573 C. de Neuchâtel 1573                                                                      | Henrique I (Henri I) [1568-1595] D. de Longueville 1573 C. de Neuchâtel 1573                                                                      | Henrique I (Henri I) [1568-1595] D. de Longueville 1573 C. de Neuchâtel 1573                                                                      | Henrique I (Henri I) [1568-1595] D. de Longueville 1573 C. de Neuchâtel 1573                                                                      | Henrique I (Henri I) [1568-1595] D. de Longueville 1573 C. de Neuchâtel 1573                                                                      |  |  | Francisco (François) [1570-1631] C. de Saint-Pol 1601 D. de Fronsac 1622              | Francisco (François) [1570-1631] C. de Saint-Pol 1601 D. de Fronsac 1622              | Francisco (François) [1570-1631] C. de Saint-Pol 1601 D. de Fronsac 1622              | Francisco (François) [1570-1631] C. de Saint-Pol 1601 D. de Fronsac 1622              | Francisco (François) [1570-1631] C. de Saint-Pol 1601 D. de Fronsac 1622              | Francisco (François) [1570-1631] C. de Saint-Pol 1601 D. de Fronsac 1622              |  |  |  |  |  |  |  |  |  |  |  |  |  |  |  |  |  |  |  |  |
|  |  |                                                       |                                                       |                                                       |                                                       |                                                       |                                                       |  |  |                                                                                 |                                                                                 |                                                                                 |                                                                                 |                                                                                 |                                                                                 |                                                        |                                                        |                                                                                   |                                                                                   |                                                                                   |                                                                                   |                                                                                   |                                                                                   |                                                                                |                                                                                |  |  | Luísa de Bourbon (Louise de Bourbon-Soissons) [1603-1637] Mademoiselle de Soissons                            | Luísa de Bourbon (Louise de Bourbon-Soissons) [1603-1637] Mademoiselle de Soissons                            | Luísa de Bourbon (Louise de Bourbon-Soissons) [1603-1637] Mademoiselle de Soissons                            | Luísa de Bourbon (Louise de Bourbon-Soissons) [1603-1637] Mademoiselle de Soissons                            | Luísa de Bourbon (Louise de Bourbon-Soissons) [1603-1637] Mademoiselle de Soissons                            | Luísa de Bourbon (Louise de Bourbon-Soissons) [1603-1637] Mademoiselle de Soissons                            |  |  | Henrique II (Henri II) [1595-1663] D. de Longueville 1595 C. de Neuchâtel 1595 D. de Estouteville 1601 C. de Saint-Pol 1631 Pr. de Neuchâtel 1648 | Henrique II (Henri II) [1595-1663] D. de Longueville 1595 C. de Neuchâtel 1595 D. de Estouteville 1601 C. de Saint-Pol 1631 Pr. de Neuchâtel 1648 | Henrique II (Henri II) [1595-1663] D. de Longueville 1595 C. de Neuchâtel 1595 D. de Estouteville 1601 C. de Saint-Pol 1631 Pr. de Neuchâtel 1648 | Henrique II (Henri II) [1595-1663] D. de Longueville 1595 C. de Neuchâtel 1595 D. de Estouteville 1601 C. de Saint-Pol 1631 Pr. de Neuchâtel 1648 | Henrique II (Henri II) [1595-1663] D. de Longueville 1595 C. de Neuchâtel 1595 D. de Estouteville 1601 C. de Saint-Pol 1631 Pr. de Neuchâtel 1648 | Henrique II (Henri II) [1595-1663] D. de Longueville 1595 C. de Neuchâtel 1595 D. de Estouteville 1601 C. de Saint-Pol 1631 Pr. de Neuchâtel 1648 |  |  | Ana Genoveva de Bourbon (Anne-Geneviève de Bourbon) [1619-1679] Mademoiselle de Condé | Ana Genoveva de Bourbon (Anne-Geneviève de Bourbon) [1619-1679] Mademoiselle de Condé | Ana Genoveva de Bourbon (Anne-Geneviève de Bourbon) [1619-1679] Mademoiselle de Condé | Ana Genoveva de Bourbon (Anne-Geneviève de Bourbon) [1619-1679] Mademoiselle de Condé | Ana Genoveva de Bourbon (Anne-Geneviève de Bourbon) [1619-1679] Mademoiselle de Condé | Ana Genoveva de Bourbon (Anne-Geneviève de Bourbon) [1619-1679] Mademoiselle de Condé |  |  |  |  |  |  |  |  |  |  |  |  |  |  |  |  |  |  |  |  |
|  |  |                                                       |                                                       |                                                       |                                                       |                                                       |                                                       |  |  |                                                                                 |                                                                                 |                                                                                 |                                                                                 |                                                                                 |                                                                                 |                                                        |                                                        |                                                                                   |                                                                                   |                                                                                   |                                                                                   |                                                                                   |                                                                                   |                                                                                |                                                                                |  |  | Luísa de Bourbon (Louise de Bourbon-Soissons) [1603-1637] Mademoiselle de Soissons                            | Luísa de Bourbon (Louise de Bourbon-Soissons) [1603-1637] Mademoiselle de Soissons                            | Luísa de Bourbon (Louise de Bourbon-Soissons) [1603-1637] Mademoiselle de Soissons                            | Luísa de Bourbon (Louise de Bourbon-Soissons) [1603-1637] Mademoiselle de Soissons                            | Luísa de Bourbon (Louise de Bourbon-Soissons) [1603-1637] Mademoiselle de Soissons                            | Luísa de Bourbon (Louise de Bourbon-Soissons) [1603-1637] Mademoiselle de Soissons                            |  |  | Henrique II (Henri II) [1595-1663] D. de Longueville 1595 C. de Neuchâtel 1595 D. de Estouteville 1601 C. de Saint-Pol 1631 Pr. de Neuchâtel 1648 | Henrique II (Henri II) [1595-1663] D. de Longueville 1595 C. de Neuchâtel 1595 D. de Estouteville 1601 C. de Saint-Pol 1631 Pr. de Neuchâtel 1648 | Henrique II (Henri II) [1595-1663] D. de Longueville 1595 C. de Neuchâtel 1595 D. de Estouteville 1601 C. de Saint-Pol 1631 Pr. de Neuchâtel 1648 | Henrique II (Henri II) [1595-1663] D. de Longueville 1595 C. de Neuchâtel 1595 D. de Estouteville 1601 C. de Saint-Pol 1631 Pr. de Neuchâtel 1648 | Henrique II (Henri II) [1595-1663] D. de Longueville 1595 C. de Neuchâtel 1595 D. de Estouteville 1601 C. de Saint-Pol 1631 Pr. de Neuchâtel 1648 | Henrique II (Henri II) [1595-1663] D. de Longueville 1595 C. de Neuchâtel 1595 D. de Estouteville 1601 C. de Saint-Pol 1631 Pr. de Neuchâtel 1648 |  |  | Ana Genoveva de Bourbon (Anne-Geneviève de Bourbon) [1619-1679] Mademoiselle de Condé | Ana Genoveva de Bourbon (Anne-Geneviève de Bourbon) [1619-1679] Mademoiselle de Condé | Ana Genoveva de Bourbon (Anne-Geneviève de Bourbon) [1619-1679] Mademoiselle de Condé | Ana Genoveva de Bourbon (Anne-Geneviève de Bourbon) [1619-1679] Mademoiselle de Condé | Ana Genoveva de Bourbon (Anne-Geneviève de Bourbon) [1619-1679] Mademoiselle de Condé | Ana Genoveva de Bourbon (Anne-Geneviève de Bourbon) [1619-1679] Mademoiselle de Condé |  |  |  |  |  |  |  |  |  |  |  |  |  |  |  |  |  |  |  |  |
|  |  |                                                       |                                                       |                                                       |                                                       |                                                       |                                                       |  |  |                                                                                 |                                                                                 |                                                                                 |                                                                                 |                                                                                 |                                                                                 |                                                        |                                                        |                                                                                   |                                                                                   |                                                                                   |                                                                                   |                                                                                   |                                                                                   |                                                                                |                                                                                |  |  | | | | | | |  |  | | | | | | |  |  |                                                                                       |                                                                                       |                                                                                       |                                                                                       |                                                                                       |                                                                                       |  |  |  |  |  |  |  |  |  |  |  |  |  |  |  |  |  |  |  |  |
|  |  |                                                       |                                                       |                                                       |                                                       |                                                       |                                                       |  |  |                                                                                 |                                                                                 |                                                                                 |                                                                                 |                                                                                 |                                                                                 |                                                        |                                                        |                                                                                   |                                                                                   |                                                                                   |                                                                                   |                                                                                   |                                                                                   |                                                                                |                                                                                |  |  | | | | | | |  |  | | | | | | |  |  |                                                                                       |                                                                                       |                                                                                       |                                                                                       |                                                                                       |                                                                                       |  |  |  |  |  |  |  |  |  |  |  |  |  |  |  |  |  |  |  |  |
|  |  |                                                       |                                                       |                                                       |                                                       |                                                       |                                                       |  |  |                                                                                 |                                                                                 |                                                                                 |                                                                                 |                                                                                 |                                                                                 |                                                        |                                                        |                                                                                   |                                                                                   | Henrique II Saboia (Henri II de Savoie-Némours) [1625-1659] D. de Némours 1652    | Henrique II Saboia (Henri II de Savoie-Némours) [1625-1659] D. de Némours 1652    | Henrique II Saboia (Henri II de Savoie-Némours) [1625-1659] D. de Némours 1652    | Henrique II Saboia (Henri II de Savoie-Némours) [1625-1659] D. de Némours 1652    | Henrique II Saboia (Henri II de Savoie-Némours) [1625-1659] D. de Némours 1652 | Henrique II Saboia (Henri II de Savoie-Némours) [1625-1659] D. de Némours 1652 |  |  | Maria Ana (Marie Anne) [1625-1707] Mademoiselle de Longueville Pr. de Neuchâtel 1694 (sem geração)            | Maria Ana (Marie Anne) [1625-1707] Mademoiselle de Longueville Pr. de Neuchâtel 1694 (sem geração)            | Maria Ana (Marie Anne) [1625-1707] Mademoiselle de Longueville Pr. de Neuchâtel 1694 (sem geração)            | Maria Ana (Marie Anne) [1625-1707] Mademoiselle de Longueville Pr. de Neuchâtel 1694 (sem geração)            | Maria Ana (Marie Anne) [1625-1707] Mademoiselle de Longueville Pr. de Neuchâtel 1694 (sem geração)            | Maria Ana (Marie Anne) [1625-1707] Mademoiselle de Longueville Pr. de Neuchâtel 1694 (sem geração)            |  |  | João Luís (Jean Louis) [1646-1694] D. de Longueville 1663 Pr. de Neuchâtel 1663 (sem geração)                                                     | João Luís (Jean Louis) [1646-1694] D. de Longueville 1663 Pr. de Neuchâtel 1663 (sem geração)                                                     | João Luís (Jean Louis) [1646-1694] D. de Longueville 1663 Pr. de Neuchâtel 1663 (sem geração)                                                     | João Luís (Jean Louis) [1646-1694] D. de Longueville 1663 Pr. de Neuchâtel 1663 (sem geração)                                                     | João Luís (Jean Louis) [1646-1694] D. de Longueville 1663 Pr. de Neuchâtel 1663 (sem geração)                                                     | João Luís (Jean Louis) [1646-1694] D. de Longueville 1663 Pr. de Neuchâtel 1663 (sem geração)                                                     |  |  | Carlos Paris (Charles Paris) [1649-1672] D. de Longueville Pr. de Neuchâtel '         | Carlos Paris (Charles Paris) [1649-1672] D. de Longueville Pr. de Neuchâtel '         | Carlos Paris (Charles Paris) [1649-1672] D. de Longueville Pr. de Neuchâtel '         | Carlos Paris (Charles Paris) [1649-1672] D. de Longueville Pr. de Neuchâtel '         | Carlos Paris (Charles Paris) [1649-1672] D. de Longueville Pr. de Neuchâtel '         | Carlos Paris (Charles Paris) [1649-1672] D. de Longueville Pr. de Neuchâtel '         |  |  |  |  |  |  |  |  |  |  |  |  |  |  |  |  |  |  |  |  |
|  |  |                                                       |                                                       |                                                       |                                                       |                                                       |                                                       |  |  |                                                                                 |                                                                                 |                                                                                 |                                                                                 |                                                                                 |                                                                                 |                                                        |                                                        |                                                                                   |                                                                                   | Henrique II Saboia (Henri II de Savoie-Némours) [1625-1659] D. de Némours 1652    | Henrique II Saboia (Henri II de Savoie-Némours) [1625-1659] D. de Némours 1652    | Henrique II Saboia (Henri II de Savoie-Némours) [1625-1659] D. de Némours 1652    | Henrique II Saboia (Henri II de Savoie-Némours) [1625-1659] D. de Némours 1652    | Henrique II Saboia (Henri II de Savoie-Némours) [1625-1659] D. de Némours 1652 | Henrique II Saboia (Henri II de Savoie-Némours) [1625-1659] D. de Némours 1652 |  |  | Maria Ana (Marie Anne) [1625-1707] Mademoiselle de Longueville Pr. de Neuchâtel 1694 (sem geração)            | Maria Ana (Marie Anne) [1625-1707] Mademoiselle de Longueville Pr. de Neuchâtel 1694 (sem geração)            | Maria Ana (Marie Anne) [1625-1707] Mademoiselle de Longueville Pr. de Neuchâtel 1694 (sem geração)            | Maria Ana (Marie Anne) [1625-1707] Mademoiselle de Longueville Pr. de Neuchâtel 1694 (sem geração)            | Maria Ana (Marie Anne) [1625-1707] Mademoiselle de Longueville Pr. de Neuchâtel 1694 (sem geração)            | Maria Ana (Marie Anne) [1625-1707] Mademoiselle de Longueville Pr. de Neuchâtel 1694 (sem geração)            |  |  | João Luís (Jean Louis) [1646-1694] D. de Longueville 1663 Pr. de Neuchâtel 1663 (sem geração)                                                     | João Luís (Jean Louis) [1646-1694] D. de Longueville 1663 Pr. de Neuchâtel 1663 (sem geração)                                                     | João Luís (Jean Louis) [1646-1694] D. de Longueville 1663 Pr. de Neuchâtel 1663 (sem geração)                                                     | João Luís (Jean Louis) [1646-1694] D. de Longueville 1663 Pr. de Neuchâtel 1663 (sem geração)                                                     | João Luís (Jean Louis) [1646-1694] D. de Longueville 1663 Pr. de Neuchâtel 1663 (sem geração)                                                     | João Luís (Jean Louis) [1646-1694] D. de Longueville 1663 Pr. de Neuchâtel 1663 (sem geração)                                                     |  |  | Carlos Paris (Charles Paris) [1649-1672] D. de Longueville Pr. de Neuchâtel '         | Carlos Paris (Charles Paris) [1649-1672] D. de Longueville Pr. de Neuchâtel '         | Carlos Paris (Charles Paris) [1649-1672] D. de Longueville Pr. de Neuchâtel '         | Carlos Paris (Charles Paris) [1649-1672] D. de Longueville Pr. de Neuchâtel '         | Carlos Paris (Charles Paris) [1649-1672] D. de Longueville Pr. de Neuchâtel '         | Carlos Paris (Charles Paris) [1649-1672] D. de Longueville Pr. de Neuchâtel '         |  |  |  |  |  |  |  |  |  |  |  |  |  |  |  |  |  |  |  |  |

Legenda :

D. = Duque(sa)

M. = Marquês/a

C. = Conde(ssa)

Pr. = Príncipe/esa

a azul membros da Casa de Orleães-Longueville